# Всё о мормонах
«Всё о мормонах» (англ. All About the Mormons?) — 12 эпизод 7 сезона (№ 108) сериала «Южный Парк», премьера которого состоялась 19 ноября 2003 года. Сюжет эпизода выстроен вокруг религии и культуры мормонов. В мультфильме семья мормонов переезжает в Саус-Парк, а также влияет на убеждения семьи Стэна Марша. История Джозефа Смита, основания им религии мормонов и написания Книги Мормона показана через ряд комедийных заставок в стиле XIX века, в сопровождении музыкального повествования.
Эпизод был создан под руководством сценариста и режиссёра, соавтора шоу Трея Паркера, ему был присвоен рейтинг TV-MA в Соединенных Штатах. Он был создан на основе личного опыта создателей шоу Паркера и Мэтта Стоуна, которые выросли в Колорадо. Узнав подробности о религии мормонов в процессе производства в 1997 году своего фильма Оргазмо, Паркер нашёл религию смешной, но трудно пародируемой в связи с их добротой. Сцена, в которой Стэн приходит на ужин в семью мормонов, была основана на опыте Трея Паркера, первая подруга которого в средней школе была мормонкой, и пригласила его на семейный домашний вечер. Нового ученика-мормона Гэри озвучивал сценарист Южного парка Кайл Маккалох, который вырос в мормонской семье.
Этот эпизод получил положительные отзывы от телевизионных критиков, а также был зачислен в список «лучших эпизодов» Южного парка. Паркер отмечал впоследствии, что молодёжная аудитория нашла эпизод несмешным, но многие из его друзей мормонов сочли его весёлым. «Всё о мормонах» был выпущен на DVD вместе с остальной частью седьмого сезона 21 марта 2006 года. Паркер и Стоун позже перенесли многие темы из эпизода в свой мюзикл Книга Мормона, который вышел на Бродвее в 2011 году.

## Сюжет
В четвёртый класс приходит новенький ученик по имени Гэри. Ребята ему не рады, и на игровой площадке Картман предлагает врезать ему по яйцам. Стэн, который должен был это сделать, неожиданно согласился прийти к Гэри на ужин. Его приветливо встречают, и он узнаёт, что их семья нисколько не плоха: весь вечер они развлекают друг друга песнями, историями, танцами, что не практикуется в семье Стэна. Затем он узнает, что Харрисоны — мормоны; мистер Харрисон рассказывает Стэну об их вере.
В центре учения находится пророк Джозеф Смит. Как рассказывает отец семейства, сотни лет назад к будущему основателю веры явился Иисус, который сказал, что тот должен создать свою религию, так как остальные религии неправильные. Однажды ночью к нему является ангел, который поручает Джозефу найти книгу, написанную на золотых пластинах, и камни провидения.
Стэн рассказывает о проведённом в кругу мормонов вечере своему отцу, и тот решает набить морду отцу их семейства. Но перед Рэнди извиняются, и он смягчается, расспрашивает о их вере. Заканчивается вечер тем, что мистер Марш приглашает Харрисонов к себе на ужин и решает, что его семья должна стать мормонами.
Джозеф Смит якобы нашёл те самые золотые пластины и обратился за помощью к Мартину Харрису, у которого было достаточно денег, чтобы покрыть расходы на типографию. Смит также попросил помочь и с написанием книги мормонов: он положил золотые пластинки и камни провидения в цилиндр и попросил Харриса записывать всё, что он будет «переводить». Жена Мартина отнеслась к этому с подозрением и предложила мужу попросить Джозефа, сославшись на утерю, перевести эти страницы ещё раз, дабы убедиться в честности пророка. Однако Смит сказал, что ангел очень зол и больше не разрешает ему переводить с листа Лихайи, он сказал, что теперь нужно переводить листы Нифайи, так что история будет та же, но немного иначе написанная.
Стэн высмеивают рассказанную историю, и Рэнди выставляет их из своего дома. Гэри признается, что, возможно, эта история не больше чем сказка, но у него великолепная семья, и если жителям города это чуждо, то им ещё учиться и учиться.

## Производство
Сценаристом и режиссёром эпизода был сооснователь Южного парка Трей Паркер. Озвучивал нового ученика-мормона Гэри один из сценаристов сериала Кайл Маккалох, который сам является мормоном. В более ранней версии сценария предполагалось, что в город не только приезжает новая семья мормонов, но и «остальная часть города становится мормонами».
Выросшие в Колорадо, Паркер и Стоун знают много мормонов, в средней школе у Паркера была подруга-мормонка, семью которой он посетил, как раз попав на домашний семейный вечер. В это время Паркер сделал целый ряд наблюдений о религии, дополнительные исследования проводились во время съёмок фильма Оргазмо, в котором главный герой является мормоном.

## Отзывы
Кэмерон Адамс из Herald Sun, колумнист австралийской газеты, подчеркнул, что эпизод это один из лучших образцов того, что есть на телевидении. Крис Куинн из San Antonio Express-News поместил эпизод под номером 7 в свой список «10 самых ярких эпизодов Южного парка и, возможно, это лучший подобный список». Этот эпизод был использован в качестве примера при обсуждении отражения мормонов в популярной культуре профессором религиоведения Деннисом Поттером Университета долины Юта в презентации под названием «американские мормоны, отражённые в поп-культуре». Ведущий радиостанции KUER FM Дуг Фабрицио использовал этот эпизод как пример в дискуссии о «мормонах и народной культуре».

## Факты
- Стэну не знакомо имя Джозефа Смита, несмотря на то, что тот встречал Стэна, и даже был представлен ему по имени в эпизоде «Суперлучшие друзья».
- Играющий на фоне истории Смита припев несёт двойной смысл: бессмысленные словечки dum-dum-dum (дам-дам-дам) звучат очень похоже на dumb-dumb-dumb (глупец), что обыгрывается в момент, когда Люси Харрис сопровождается эпитетом smart-smart-smart (умница).